# Federación Venezolana de Baloncesto
Der Venezolanische Basketballverband ist der offizielle Basketballverband in Venezuela. Er hat seinen Sitz in Caracas.

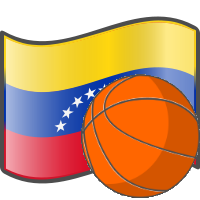

## Geschichte und Aufgaben
Der Verband wurde 1935 gegründet und ist seit 1938 Mitglied der Fédération Internationale de Basketball (FIBA) und ist damit auch Mitglied der FIBA Amerika. Präsident des Verbandes ist zur Zeit Hantony Coello. Sein Vizepräsident ist Pineda José.
Der Verband ist für die Organisation, Leitung und Entwicklung des Basketballsports in Venezuela verantwortlich. Der Verband vertritt den Basketballsport gegenüber Behörden sowie nationalen und internationalen Sportorganisationen.
Zusätzlich verteidigt der Verband auch die moralischen und materiellen Interessen des Venezolanischen Basketballs. Der Verband organisiert die Nationale Meisterschaft und ist für die Venezolanische Basketballnationalmannschaft und die Venezolanische Basketballnationalmannschaft der Damen verantwortlich. 

## Infos zum Verband
| Kriterium               | Fakten         |
| ----------------------- | -------------- |
| Gründungsjahr           | 1935           |
| Jahr des FIBA-Beitritts | 1938           |
| Kontinental Verband     | FIBA-Amerika   |
| Sitz des Verbandes      | Caracas        |
| Präsident               | Hantony Coello |
| Generalsekretär         |                |
| Höchste Liga            |                |
| Sonstiges               |                |